# Liptena tringa
Liptena tringa är en fjärilsart som beskrevs av Henry Stempffer 1974. Liptena tringa ingår i släktet Liptena och familjen juvelvingar. Inga underarter finns listade i Catalogue of Life.